# Nacaeus depressus
Nacaeus depressus är en skalbaggsart som först beskrevs av Sharp 1876.  Nacaeus depressus ingår i släktet Nacaeus och familjen kortvingar. Inga underarter finns listade i Catalogue of Life.